# Ricardo Montalbán
Ricardo Gonzalo Pedro Montalbán y Merino (angol kiejtése: ˌmɒntəlˈbɑːn; spanyol kiejtése: montalˈβan; Torreón, 1920. november 25. − Los Angeles, 2009. január 14.) Emmy-díjas mexikói színész. 
Hét évtizedes pályafutása alatt több műfajban is játszott, kezdve a bűnügyi filmektől a drámán át a vígjátékokig. Legismertebb szerepei Armando A majmok bolygója-filmsorozatban, Khan Noonien Singh az eredeti Star Trek-sorozatban és a Star Trek: Khan haragja című filmben, valamint Vincent Ludwig a Csupasz pisztolyban.
Ő alakította Mr. Roarke szerepét a Fantasy Island (1977−1984) című sorozatban. A How the West Was Won című minisorozatban nyújtott teljesítményéért Emmy-díjat nyert.
A nyolcvanas években több rajzfilmben és reklámban szerepelt, mint szinkronhang, és ő volt Valentin nagypapa is a Kémkölykök-filmsorozat]]ban. A hetvenes-nyolcvanas években ő volt a Chrysler reklámjainak hangja.

## Élete és pályafutása
1920. november 25-én született Mexikóvárosban, és Torreónban nőtt fel. Szülei Ricarda Merino Jiménez és Genaro Balbino Montalbán Busano voltak, akik bevándorlók voltak Spanyolországból. Katolikus hitben nevelkedett. Van egy nővére, Carmen és két testvére: Pedro és Carlos. Tinédzser korában Los Angelesbe költözött, hogy Carlosszal éljen. A testvérek 1940-ben New Yorkba költöztek, Montalbán pedig egy kis szerepet kapott a Her Cardboard Lover című színdarabban.

## Magánélete
1944-ben házasodott össze Georgiana Young színésznővel. Young 2007 novemberében elhunyt, 83 éves korában. Négy gyermekük született:  Laura, Mark, Anita és Victor.
Gyakorló katolikus volt, és állítása szerint a vallása volt a legfontosabb dolog az életében.
Önéletrajza 1980 januárjában jelent meg Reflections: A Life in Two Worlds címmel.

## Halála
2009. január 14-én hunyt el Los Angeles-i otthonában, szívroham következtében. A Culver City-beli Holy Cross Cemetery temetőben helyezték örök nyugalomra.

## Filmográfia

### Film
| Év   | Magyar cím                                      | Eredeti cím                                    | Szerep                            | Magyar hang     |
| ---- | ----------------------------------------------- | ---------------------------------------------- | --------------------------------- | --------------- |
| 1942 |                                                 | Los tres mosqueteros                           | ismeretlen statisztaszerep        |                 |
| 1942 |                                                 | El verdugo de Sevilla                          | Jacobito                          |                 |
| 1942 | A guadalupei szűz, minden mexikói anyja         | La virgen que forjó una patria                 | katona (stáblistán nem szerepel)  |                 |
| 1943 |                                                 | La razón de la culpa                           | bemondó (stáblistán nem szerepel) |                 |
| 1943 |                                                 | Santa                                          | Jarameño                          |                 |
| 1943 |                                                 | Cinco fueron escogidos                         | Stefan                            |                 |
| 1944 |                                                 | La fuga                                        | Teniente                          |                 |
| 1945 |                                                 | Cadetes de la Naval                            | Ricardo Almagro kadét             |                 |
| 1945 |                                                 | Nosotros                                       | Armando Suárez                    |                 |
| 1945 |                                                 | La hora de la verdad                           | Rafael Meija                      |                 |
| 1945 |                                                 | La casa de la zorra                            | Alberto Salcedo                   |                 |
| 1946 |                                                 | Pepita Jiménez                                 | Luis Vargas                       |                 |
| 1947 |                                                 | Fantasía ranchera                              | ismeretlen szerep                 |                 |
| 1947 |                                                 | Fiesta                                         | Mario Morales                     |                 |
| 1948 |                                                 | On an Island with You                          | Ricardo Montez                    |                 |
| 1948 | A csókos bandita                                | The Kissing Bandit                             | táncos                            |                 |
| 1949 |                                                 | Neptune's Daughter                             | José O'Rourke                     |                 |
| 1949 | Határincidens                                   | Border Incident                                | Pablo Rodriguez                   |                 |
| 1949 | Csatatér                                        | Battleground                                   | Rodriguez                         |                 |
| 1950 |                                                 | Mystery Street                                 | Peter Morales hadnagy             |                 |
| 1950 |                                                 | Right Cross                                    | Johnny Monterez                   |                 |
| 1950 |                                                 | Two Weeks With Love                            | Demi Armendez                     |                 |
| 1951 |                                                 | The Mark of the Renegade                       | Marcos Zappa                      |                 |
| 1951 | Át a széles Missourin                           | Across the Wide Missouri                       | Ironshirt                         |                 |
| 1952 |                                                 | My Man and I                                   | Chu Chu Ramirez                   |                 |
| 1953 |                                                 | Sombrero                                       | Pepe Gonzales                     |                 |
| 1953 |                                                 | Latin Lovers                                   | Roberto Santos                    |                 |
| 1954 |                                                 | The Saracen Blade                              | Pietro Donati                     |                 |
| 1954 |                                                 | Sombra verde                                   | Federico Gascón                   |                 |
| 1954 |                                                 | La cortigiana di Babilonia                     | Amal                              |                 |
| 1955 |                                                 | A Life in the Balance                          | Antonio Gómez                     |                 |
| 1956 |                                                 | Three for Jamie Dawn                           | George Lorenz                     |                 |
| 1957 |                                                 | Los amantes del desierto                       | Said herceg                       |                 |
| 1957 | Szajonara                                       | Sayonara                                       | Nakamura                          | Bardóczy Attila |
| 1960 |                                                 | Let No Man Write My Epitaph                    | Louie Ramponi                     |                 |
| 1961 | Gordon, a fekete kalóz                          | Rage of the Buccaneers                         | Gordon kapitány                   |                 |
| 1962 |                                                 | Hemingway's Adventures of a Young Man          | Padula őrnagy                     |                 |
| 1962 | A különös szent – Copertinói Szent József élete | The Reluctant Saint                            | Raspi atya                        |                 |
| 1963 |                                                 | Love Is a Ball                                 | Gaspard Ducluzeau herceg          |                 |
| 1964 | Cheyenne ősz                                    | Cheyenne Autumn                                | Little Wolf                       |                 |
| 1964 |                                                 | ¡Buenas noches, año nuevo!                     | Fernando                          |                 |
| 1965 |                                                 | The Money Trap                                 | Pete Delanos                      |                 |
| 1966 |                                                 | Madame X                                       | Phil Benton                       |                 |
| 1966 |                                                 | The Singing Nun                                | Clementi atya                     |                 |
| 1968 |                                                 | Sol Madrid                                     | Jalisco                           |                 |
| 1968 |                                                 | Blue                                           | Ortega                            |                 |
| 1969 | Édes Charity                                    | Sweet Charity                                  | Vittorio Vitale                   | Bodrogi Gyula   |
| 1969 | Édes Charity                                    | Sweet Charity                                  | Vittorio Vitale                   | Vass Gábor      |
| 1969 | Édes Charity                                    | Sweet Charity                                  | Vittorio Vitale                   | Csankó Zoltán   |
| 1970 |                                                 | The Deserter                                   | Natachai                          |                 |
| 1971 | A majmok bolygója 3. – A menekülés              | Escape from the Planet of the Apes             | Armando                           | Papp János      |
| 1972 | A majmok bolygója 4. – A hódítás                | Conquest of the Planet of the Apes             | Armando                           | Papp János      |
| 1973 | Vonatrablók                                     | The Train Robbers                              | The Pinkerton Man                 |                 |
| 1976 | Won Ton Ton, Hollywood megmentője               | Won Ton Ton, the Dog Who Saved Hollywood       | némafilmes sztár                  |                 |
| 1976 |                                                 | Joe Panther                                    | Turtle George                     |                 |
| 1977 |                                                 | Mission to Glory: A True Story                 | Lafuente tábornok                 |                 |
| 1982 | Űrszekerek II: A Khan bosszúja                  | Star Trek II: The Wrath of Khan                | Khan Noonien Singh                | Tolnai Miklós   |
| 1984 | Ágyúgolyó futam 2.                              | Cannonball Run II                              | King                              | Zana József     |
| 1988 | Csupasz pisztoly                                | The Naked Gun: From the Files of Police Squad! | Vincent Ludwig                    |                 |
| 2002 | Kémkölykök 2. – Az elveszett álmok szigete      | Spy Kids 2: The Island of Lost Dreams          | Valentin Avellan nagypapa         | Buss Gyula      |
| 2002 | Kémkölykök 2. – Az elveszett álmok szigete      | Spy Kids 2: The Island of Lost Dreams          | Valentin Avellan nagypapa         | Ujréti László   |
| 2003 | Kémkölykök 3-D – Game Over                      | Spy Kids 3-D: Game Over                        | Valentin Avellan nagypapa         | Kristóf Tibor   |
| 2006 | Hangya boy                                      | The Ant Bully                                  | A Tanács elnöke (hangja)          | Gruber Hugó     |